# شهرستان اورنج (ویرجینیا)
شهرستان اورنج، ویرجینیا (به انگلیسی: Orange County, Virginia) یک سکونتگاه مسکونی در ایالات متحده آمریکا است که در ویرجینیا واقع شده‌است.

## خصوصیات
شهرستان اورنج ۸۸۸٫۳۷ کیلومترمربع مساحت دارد.